# TSV 1862 Erding
Der TSV 1862 Erding ist ein Sportverein in Erding (Bayern), der 1862 gegründet wurde. Er besteht aus den Abteilungen Badminton, Boxen, Eishockey, Eislauf, Fünfkampf, Fußball, Gewichtheben, Handball, Judo, Karate, Kegeln, Leichtathletik, Radsport, Moderne Schwertkunst, Schwimmen, Stockschießen, Tanzen, Tischtennis, Turnen, Volleyball. Mit 20 Abteilungen und über 3000 Mitgliedern ist er der größte Sportverein im Landkreis Erding.

## Geschichte
Der Vorläuferverein wurde am 9. Juni 1862 als „Erdinger Turn- und Feuerwehrverein“ mit dem Ziel gegründet, die körperliche Gewandtheit seiner Mitglieder durch turnerische Übungen auszubilden sowie den Turnunterricht der Schuljugend zu leiten. Ab Herbst 1886 verfügte der Verein, der sich inzwischen in MTV umbenannt hatte, auf dem Spitalfeld über eine eigene Turnhalle, in der nun auch im Winter ein geregelter Turnbetrieb möglich war. Am 14. Mai 1900 beschloss die Hauptversammlung die Gründung einer Mädchenriege und öffnete somit auch den Frauen den Zugang zum Turnen. 1914 wird erstmals die Fußballabteilung erwähnt, für die eine Wiese neben der Turnhalle gepachtet wurde. Zwei Jahre später wurde der Turnbetrieb aufgrund einer großen Anzahl von Einberufungen zum Wehrdienst während des Ersten Weltkriegs eingestellt, die einen regelmäßigen Betrieb unmöglich machten.
1924 trat die Fußballabteilung aus dem Deutschen Turner-Bund aus, um sich dem Deutschen Fußball-Bund anzuschließen, was zu einem Streit im Verein führte. Die Leichtathleten schlossen sich währenddessen dem Süddeutschen Landesverband für Leichtathletik an, so dass schließlich die zu dieser Zeit übliche reinliche Scheidung zwischen Turnen und Sport durchgeführt wurde. 1932 begannen die Planungen für den Bau einer größeren Sportanlage neben der Neuen Schießstätte, welche 1935 die Errichtung einer Tribüne sowie die Umzäunung des ganzen Areals mit sich zogen.
Während des Zweiten Weltkriegs wurde der Sportbetrieb völlig eingestellt und schließlich im Herbst 1946 die Neuzulassung des Turnvereins unter dem Namen „Turn- und Sportverein 1862 Erding“ beantragt. Erst am 21. September 1957 gelang jedoch die Fusion zwischen dem TSV Erding mit den Abteilungen Turnen und Leichtathletik und dem SV Erding mit den Abteilungen Fußball, Kraftsport, Boxen und Handball. 1962 gründeten Georg Harrer und Tischtennisspieler die Tischtennisabteilung, im Oktober 1977 wurde die Schwimmabteilung „Delphine“ gegründet.
1978 kamen die Radsportler hinzu, mit der neu erbauten Kunsteisbahn bildeten sich zudem die Abteilungen Eishockey, Eislaufen und Stocksport. 1986 entstand die Judoabteilung. Ab 1992 gehörten zudem die Triathleten für sechs Jahre zum TSV Erding, Ende 2002 kamen die Abteilungen „Moderner Fünfkampf“ und „Tanzen“ dazu. Seit Anfang Januar 2004 existiert zusätzlich die Abteilung „Moderne Schwertkunst“.

## Abteilung Eishockey

### Geschichte
Die Eishockeyabteilung wurde 1978 mit dem Bau einer neuen Kunsteisbahn gegründet und startete zunächst in der Landesliga Bayern, aus der die Mannschaft 1981 in die Bayernliga aufsteigen konnte. 1985 qualifizierte sich der TSV erstmals für die viertklassige Regionalliga, 1988 erfolgte als Viertplatzierter der Aufstieg in die Oberliga Süd. Zwischen 1989 und 1991 schaffte der TSV jeweils den Sprung in die Qualifikationsrunde zur 2. Bundesliga, ohne allerdings in die zweithöchste Spielklasse aufzusteigen.
Nach dem Play-off-Achtelfinal-Aus gegen den ESC Wedemark in der Saison 1993/94 wurde der TSV Erding im Zuge der Gründung der Deutschen Eishockey Liga in die zweitklassige 1. Liga Süd eingestuft und gliederte seine Profimannschaft als Erding Jets in eine Gesellschaft mit beschränkter Haftung aus.
Als Vierter qualifizierten sich die Jets bereits in ihrer Premierenspielzeit sportlich für die DEL, verzichteten allerdings auf den Aufstieg und spielten somit weiterhin in der 1. Liga. Nach einem Achtelfinal-Aus im folgenden Jahr gegen den EC Wilhelmshaven erreichte das Team 1997 die Relegationsspiele zur DEL, scheiterten dort aber erneut an den Wedemark Scorpions. Als Elfter der neu gegründeten Bundesliga stiegen die Jets 1999 in die Oberliga ab, bereits nach einem Jahr stieg die Mannschaft allerdings als Nachrücker wieder in die zweite Liga auf. Nach einem erneuten Abstieg in die Oberliga musste die GmbH während der Saison 2001/02 Insolvenz anmelden, die jedoch abgewendet wurde. Da nach der Saison aber schnell klar wurde, dass der Etat für eine weitere Saison in der Oberliga nicht zustande kommen würde zog man sich freiwillig, wieder unter dem Dach des TSV Erding, in den Landesverband zurück.
Innerhalb von zwei Spielzeiten stieg die Mannschaft über die Bezirks- und Landesliga in die viertklassige Bayernliga auf, die der TSV Erding, seit 2008 als Erding Gladiators das Eis betretend, bis zur Saison 2010/11 angehörte. Zur Saison 2011/12 nahm die Mannschaft ihr Aufstiegsrecht nach dem Verzicht des ERC Sonthofen als Nachrücker in die Oberliga Süd wahr, in welcher 2011/12 und 2012/13 die Mannschaft trotz sportlichen Abstiegs blieb. Am Ende der Saison 2014/15 wurde auf Beschluss des Verbandsrat des Vereins die Mannschaft – trotz sportlicher Qualifikation – aus der Oberliga zurückgezogen und wurde vom BEV für die Saison 2015/16 in die – fünftklassige – Landesliga einstuft. Durch den Finalsieg über die Passau Blackhawks stieg man sofort wieder in die Bayernliga auf. Nach dem Hauptrundensieg in der Saison 2023/24 schied der TSV im Playoff-Halbfinale aus. Ein Jahr später folgte der Meistertitel in der Bayernliga sowie der Aufstieg in die Oberliga Süd.

### Erfolge
| - Aufstieg in die 1. Eishockey-Liga 1994 - Deutscher Zweitliga-Vizemeister 1997 - Deutscher Zweitliga-Vizemeister Süd 1998 - 3. Platz Oberliga Süd 1992 - Aufstieg in die Oberliga Süd 2025 - Bayerischer Meister (4. Liga) 2025 - Bayerischer Vizemeister/4. Liga 2011, 2017 - Aufstieg in die Regionalliga 2004, 2016 | - Bayernliga Hauptrundensieger 2011, 2024, 2025 - Bayerischer Landesliga-Meister 2004, 2016 - Bayerischer Landesliga-Vizemeister 1981 - Bayerischer Landesligameister Ost 2004, 2016 - Bayerischer Bezirksliga-Meister 2003 - Bayerischer Bezirksligameister Ost 2003 - "TSVE-1b" Bayerischer Bezirksligameister-Ost 1994, 1995 |

### Platzierungen
| Saisondaten ab 1979 | Saisondaten ab 1979 | Saisondaten ab 1979 | Saisondaten ab 1979 | Saisondaten ab 1979 | Saisondaten ab 1979 | Saisondaten ab 1979 | Saisondaten ab 1979                              | Saisondaten ab 1979 |
| Saison              | Liga                | Klasse              | Gruppe              | Platzierung         | PO                  | PD                  | Endplatzierung                                   | Zuschauerschnitt    |
| ------------------- | ------------------- | ------------------- | ------------------- | ------------------- | ------------------- | ------------------- | ------------------------------------------------ | ------------------- |
| 1979/80             | Landesliga          | V I                 | Gr. 2               |                     |                     |                     | Beginn Spielbetrieb im BEV                       |                     |
| 1980/81             | Landesliga          | V I                 | Gr. 2               | Meister             | BLL                 |                     | Vizemeister und BYL-Aufsteiger                   |                     |
| 1981/82             | Bayernliga          | V                   |                     | 8. Platz            |                     |                     |                                                  |                     |
| 1982/83             | Bayernliga          | V                   |                     | 10. Platz           |                     |                     | Letzter Platz Absteiger                          |                     |
| 1983/84             | Landesliga          | V I                 |                     |                     |                     |                     | Aufsteiger                                       |                     |
| 1984/85             | Bayernliga          | V                   |                     | 4. Platz            | RL                  |                     | RL-Aufsteiger                                    |                     |
| 1985/86             | Regionalliga        | I V                 | Süd                 | 7. Platz            |                     | RL                  | 2. Platz Quali Gruppe A                          |                     |
| 1986/87             | Regionalliga        | I V                 | Süd                 | 6. Platz            | OL                  |                     | 5. Platz Gr. A – Quali OL Süd                    |                     |
| 1987/88             | Regionalliga        | I V                 | Süd                 | 4. Platz            | OL                  |                     | 4. Platz Gr. A – Quali OL Süd                    |                     |
| 1988/89             | Regionalliga        | I V                 | Süd                 | 3. Platz            | OL                  |                     | 3. Platz Gr. B – Quali OL Süd Aufstieg           |                     |
| 1989/90             | Oberliga            | I I I               | Süd                 | 8. Platz            | 2. BL               |                     | 6. Platz Gruppe B – Relegation zur 2. Bundesliga |                     |
| 1990/91             | Oberliga            | I I I               | Süd                 | 6. Platz            | 2. BL               |                     | 7. Platz Gruppe A – Relegation zur 2. Bundesliga |                     |
| 1991/92             | Oberliga            | I I I               | Süd                 | 4. Platz            | OL/S                |                     | 3. Platz Endrunde                                |                     |
| 1992/93             | Oberliga            | I I I               | Süd                 | 2. Platz            | OL/S                |                     | 4. Platz Meisterschaftsrunde                     |                     |
| 1993/94             | Oberliga            | I I I               | Süd                 | 7. Platz            | OL/S                |                     | 8. Platz Meisterschaftsrunde                     |                     |
| 1994/95             | 1. Liga             | I I                 | Süd                 | 5. Platz            | DEL                 |                     | Halbfinale, DEL-Aufstiegsverzicht                |                     |
| 1995/96             | 1. Liga             | I I                 | Süd                 | 5. Platz            | 1. Liga             |                     | Achtelfinale                                     |                     |
| 1996/97             | 1. Liga             | I I                 | Süd                 | 3. Platz            | 1. Liga             |                     | Vizemeister, Relegationsspiele zur DEL           |                     |
| 1997/98             | 1. Liga             | I I                 | Süd                 | 2. Platz            | 1. Liga             |                     | 3. Platz, für DEB-Bundesliga qualifiziert        |                     |
| 1998/99             | Bundesliga          | I I                 | DEB                 | 11. Platz           |                     |                     | Abstieg                                          | 1.475               |
| 1999/00             | Oberliga            | I I I               | Süd                 | 7. Platz d          | X                   |                     | Als Nachrücker in die 2. Bundesliga aufgestiegen |                     |
| 2000/01             | 2. Bundesliga       | I I                 |                     | 12. Platz           |                     | X                   | Abstieg                                          | 1.057               |
| 2001/02             | Oberliga            | I I I               | Süd                 | 8. Platz            | X                   |                     | Viertelfinale, Rückzug                           | 941                 |
| 2002/03             | Bezirksliga         | V I                 | Gr. 2               | Meister             | BBzL                |                     | Meister und Aufstieg                             |                     |
| 2003/04             | Landesliga          | V                   | Ost                 | Meister             | BLL                 |                     | Meister und Aufstieg                             |                     |
| 2004/05             | Regionalliga        | I V                 | (BYL)               | 4. Platz            | X                   |                     | Halbfinale                                       |                     |
| 2005/06             | Regionalliga        | I V                 | (BYL)               | 3. Platz            | X                   |                     | Halbfinale                                       | 530                 |
| 2006/07             | Regionalliga        | I V                 | (BYL)               | 5. Platz            | X                   |                     | Viertelfinale                                    | 508                 |
| 2007/08             | Regionalliga        | I V                 | (BYL)               | 10. Platz           |                     | X                   | Play-down 1. Runde, Klassenerhalt                | 439                 |
| 2008/09             | Regionalliga        | I V                 | (BYL)               | 4. Platz            | X                   |                     | 4. Platz in der Zwischenrunde                    | 633                 |
| 2009/10             | Regionalliga        | I V                 | (BYL)               | 6. Platz            | X                   |                     | 3. Platz Gruppe B                                | 718                 |
| 2010/11             | Regionalliga        | I V                 | (BYL)               | 1. Platz            | X                   |                     | Bayerischer Vizemeister                          | 1.054               |
| 2011/12             | Oberliga            | I I I               | Süd                 | 9. Platz            |                     |                     |                                                  | 887                 |
| 2012/13             | Oberliga            | I I I               | Süd                 | 11. Platz           |                     | X                   | 3. Platz Abstiegsrunde                           | 610                 |
| 2013/14             | Oberliga            | I I I               | Süd                 | 8. Platz            | X                   |                     | Playoff-Viertelfinale                            | 803                 |
| 2014/15             | Oberliga            | I I I               | Süd                 | 10. Platz           |                     | OL                  | Playdown – 1. Runde, Klassenerhalt               | 742                 |
| 2015/16             | Landesliga          | V                   | Gr. 1               | Meister             | BLL                 |                     | Meister und BYL-Aufsteiger                       | 933                 |
| 2016/17             | Regionalliga        | I V                 | (BYL)               | Vizemeister         | OL                  |                     | Verzahnungsrunde 5. Platz Gr. B                  | 722                 |
| 2017/18             | Regionalliga        | I V                 | (BYL)               | 6. Platz            | OL                  |                     | Verzahnungsrunde Viertelfinale                   | 738                 |
| 2018/19             | Regionalliga        | I V                 | (BYL)               | 3. Platz            | OL                  |                     | Verzahnungsrunde 8. Platz                        | 681                 |
| 2019/20             | Regionalliga        | I V                 | (BYL)               | 6. Platz            | X                   |                     | 5. Platz                                         | 738                 |
| 2020/21             | Regionalliga        | I V                 | (BYL)               | (6. Platz)          | –                   | –                   | Ende nach 8 Spieltagen (Covid–19)                | 200                 |
| 2021/22             | Regionalliga        | I V                 | (BYL)               | 10. Platz           |                     | X                   | Abstiegsrunde 1. Platz                           | 419                 |
| 2022/23             | Regionalliga        | I V                 | (BYL)               | 7. Platz            | X                   |                     | 3. Platz, da bessere Halbfinalwertung            | 828                 |
| 2023/24             | Regionalliga        | I V                 | (BYL)               | 1. Platz            | X                   |                     | 3. Platz, da bessere Halbfinalwertung            | 1.210               |
| 2024/25             | Regionalliga        | I V                 | (BYL)               | 1. Platz            | X                   |                     | Meister und OL-Aufsteiger                        | 1.392               |

Quelle: rodi-db.de Quelle: passionhockey.com Quelle: eishockey-online.com

### Nachwuchs
- Deutscher Jugend-Meister 2003

Die Jugendmannschaft des TSV Erding spielte bis 2012/13 in der Bundesliga. Zudem gibt es eine Schüler- sowie Knabenmannschaft und ein Klein- und Kleinstschülerteam.
Die U24/1b Mannschaft (ehemals Junioren) spielte zwischen 2010/11 und 2014/15 in der Bezirksliga Ost.
Platzierungen seit 2010/11:

### Spielstätte
Ihre Heimspiele tragen die Eishockeymannschaften des TSV Erding in der 1992 errichteten Eissporthalle Erding aus. Diese hat ein Fassungsvermögen von 2576 Zuschauern, davon 486 auf Sitz- und 2090 auf Stehplätzen. Zuvor spielten die Mannschaften in der 1978 erbauten Kunsteisbahn Erding.

## Abteilung Handball
Obwohl der TSV Erding als größter Verein der Kreisstadt gilt, wurde das Handballteam des Clubs 2019 vom BHV-Spielbetrieb zurückgezogen. Größter Erfolg der Handballer war die Finalteilnahme am BHV-Pokal der Handballdamen und die Teilnahme an der DHB-Pokal-Hauptrunde 2004/05. Nach Auflösung der Abteilung schlossen sich die TSV-Handballer dem Stadtteilverein Spvgg Altenerding an.

### SpVgg Altenerding
Die Handballabteilung der SpVgg nimmt derzeit mit drei Herrenmannschaften, drei Damenteams und zwölf Nachwuchsmannschaften am Spielbetrieb des Bayerischen Handballverbandes (BHV) teil. Die größten Erfolge der Altenerdinger Handballer waren bisher die zweimalige Altbayerische Meisterschaft und der damit verbundene Aufstieg in die Bayerische Landesliga.
- Altbayerischer Meister 2014, 2018
- Aufstieg in die Bayerische Landesliga 2014, 2018